# Gran Premio d'Argentina 1975
Il Gran Premio d'Argentina 1975 è stata la prima prova della stagione 1975 del Campionato mondiale di Formula 1. Si è corsa domenica 12 gennaio 1975 sul Circuito di Buenos Aires. La gara è stata vinta dal brasiliano Emerson Fittipaldi su McLaren-Ford Cosworth; per il vincitore si trattò del tredicesimo successo nel mondiale. Ha preceduto sul traguardo il britannico James Hunt su Hesketh-Ford Cosworth e l'argentino Carlos Reutemann su Brabham-Ford Cosworth.

## Vigilia

### Aspetti sportivi
Il primo gran premio della stagione 1975 vide ai nastri di partenza pochi cambiamenti in confronto al termine della stagione precedente. Jochen Mass aveva rimpiazzato l'ex campione del mondo Denny Hulme in McLaren; John Watson trovò un ingaggio per la Surtees e Mike Wilds, Rolf Stommelen e Jacques Laffite vennero confermati alla BRM, alla Hill e alla Williams rispettivamente.
Per la prima volta Frank Williams schierò delle vetture costruite da lui e che portarono il suo nome. Esordio anche per la scuderia brasiliana Fittipaldi Automotive, con al volante Wilson, fratello di Emerson. Si iscrisse anche il costruttore argentino Berta, che aveva ottenuto ottimi risultati nelle corse nazionali, ma non si presentò alle prove.
La March prima annunciò il ritiro dalla Formula 1, poi cambiò idea e schierò per il 1975 due piloti italiani: Vittorio Brambilla e Lella Lombardi.
Dubbi per Ronnie Peterson, scontento della situazione in Lotus e incerto fino alla vigilia delle prove se proseguire con la scuderia di Colin Chapman o passare alla Shadow, dove si sarebbe scambiato di volante con Tom Pryce.

## Qualifiche

### Resoconto
La prima giornata di qualifiche fu influenzata da una forte pioggia che allagò la pista, tanto che venne messa in dubbio l'effettuazione delle prove stesse. Nella giornata il tempo migliore fu fatto segnare dal pilota locale Carlos Reutemann su Brabham-Ford Cosworth, in 1'49"93.
Il giorno seguente il sole fece capolino sul tracciato. La sorpresa delle prove fu la Shadow-Ford Cosworth che con Jean-Pierre Jarier conquistò la prima pole della sua storia (prima pole anche per il pilota), davanti a due sudamericani, Carlos Pace e Carlos Reutemann, entrambi della Brabham. Peterson trovò infine un accordo con la Lotus, almeno per i due gran premi sudamericani.

### Risultati
Nella sessione di qualifica si è avuta questa situazione:
| Pos | Nº | Pilota             | Costruttore              | Squadra                         | Tempo   | Griglia |
| --- | -- | ------------------ | ------------------------ | ------------------------------- | ------- | ------- |
| 1   | 17 | Jean-Pierre Jarier | Shadow-Ford Cosworth     | UOP Shadow Racing Team          | 1'49"21 | 1       |
| 2   | 8  | Carlos Pace        | Brabham-Ford Cosworth    | Martini Racing                  | 1'49"64 | 2       |
| 3   | 7  | Carlos Reutemann   | Brabham-Ford Cosworth    | Martini Racing                  | 1'49"80 | 3       |
| 4   | 12 | Niki Lauda         | Ferrari                  | Scuderia Ferrari SpA SEFAC      | 1'49"96 | 4       |
| 5   | 1  | Emerson Fittipaldi | McLaren-Ford Cosworth    | Marlboro Team Texaco            | 1'50"02 | 5       |
| 6   | 24 | James Hunt         | Hesketh-Ford Cosworth    | Hesketh Racing                  | 1'50"26 | 6       |
| 7   | 11 | Clay Regazzoni     | Ferrari                  | Scuderia Ferrari SpA SEFAC      | 1'50"71 | 7       |
| 8   | 4  | Patrick Depailler  | Tyrrell-Ford Cosworth    | Elf Team Tyrrell                | 1'50"80 | 8       |
| 9   | 3  | Jody Scheckter     | Tyrrell-Ford Cosworth    | Elf Team Tyrrell                | 1'50"82 | 9       |
| 10  | 27 | Mario Andretti     | Parnelli-Ford Cosworth   | Vel's Parnelli Jones Racing     | 1'51"06 | 10      |
| 11  | 5  | Ronnie Peterson    | Lotus-Ford Cosworth      | John Player Team Lotus          | 1'51"44 | 11      |
| 12  | 9  | Vittorio Brambilla | March-Ford Cosworth      | Beta Team March                 | 1'51"77 | 12      |
| 13  | 2  | Jochen Mass        | McLaren-Ford Cosworth    | Marlboro Team Texaco            | 1'51"82 | 13      |
| 14  | 16 | Tom Pryce          | Shadow-Ford Cosworth     | UOP Shadow Racing Team          | 1'51"92 | 14      |
| 15  | 18 | John Watson        | Surtees-Ford Cosworth    | Team Surtees                    | 1'52"13 | 15      |
| 16  | 28 | Mark Donohue       | Penske-Ford Cosworth     | Penske Cars                     | 1'52"36 | 16      |
| 17  | 21 | Jacques Laffite    | Williams-Ford Cosworth   | Frank Williams Racing Cars      | 1'52"88 | 17      |
| 18  | 6  | Jacky Ickx         | Lotus-Ford Cosworth      | John Player Team Lotus          | 1'52"90 | 18      |
| 19  | 23 | Rolf Stommelen     | Lola-Ford Cosworth       | Embassy Racing with Graham Hill | 1'53"12 | 19      |
| 20  | 20 | Arturo Merzario    | Williams-Ford Cosworth   | Frank Williams Racing Cars      | 1'53"43 | 20      |
| 21  | 22 | Graham Hill        | Lola-Ford Cosworth       | Embassy Racing with Graham Hill | 1'54"00 | 21      |
| 22  | 14 | Mike Wilds         | BRM                      | Stanley BRM                     | 1'54"48 | 22      |
| 23  | 30 | Wilson Fittipaldi  | Copersucar-Ford Cosworth | Copersucar-Fittipaldi           | 2'00"22 | 23      |

## Gara

### Resoconto
Nel giro di schieramento Ronnie Peterson investì un operatore televisivo, fratturandogli una gamba, mentre la vettura poté prendere parte alla gara.

Mario Andretti impegnato con la Parnelli nel gran premio.

Nel giro di formazione un problema al cambio costrinse Jarier, in pole con la Shadow, al ritiro ancor prima della partenza. Fu l'idolo locale Reutemann ad approfittarne, guidando in testa per i primi giri seguito dal compagno di scuderia Pace. Terzo era James Hunt al volante della Hesketh, dotate di un nuovo tipo di sospensioni, che duellò col ferrarista Niki Lauda. Jochen Mass e Jody Scheckter seguirono, ma furono protagonisti di una toccata che li costrinse a una fermata ai box. Il pilota della Surtees John Watson perse terreno per un problema alla pompa della benzina e venne squalificato dopo un tentativo di riparazione in pista.
Al giro 8 James Hunt passò Lauda.
La gara di Wilson Fittipaldi terminò al giro 13 per incidente con la vettura che prese anche fuoco. Pace prese il comando al giro 15, ma, passando sulla schiuma lasciata dagli estintori che avevano spento il fuoco sulla vettura di W. Fittipaldi, la sua Brabham perse aderenza, andò in testacoda, tanto che il brasiliano precipitò in ottava posizione. Tornò così al comando Reutemann, seguito da Hunt, Lauda ed Emerson Fittipaldi. Il brasiliano riuscì al 23º giro, dopo una serie di tentativi infruttosi, a passare il ferrarista.
Il leader della gara Carlos Reutemann, in crisi di gomme, venne passato al giro 25 da Hunt, poi, al giro seguente, anche da Fittipaldi. Il brasiliano conquistò la guida della gara al 35º giro, con un sorpasso alla curva Horquilla, senza più abbandonarla. Più dietro Pace era autore di una bella rimonta che lo portò prima a scavalcare Regazzoni al giro 33, portandosi al quinto posto, poi anche Niki Lauda.
Pace riuscì a mantenersi nella scia dei primi tre fino al giro 45 quando fu tradito da un guasto al propulsore. James Hunt si consolò col giro più veloce, il primo, e l'unico, nella storia della Hesketh.

### Risultati
I risultati del gran premio sono i seguenti:
| Pos | No | Pilota              | Costruttore              | Giri | Tempo Ritiro     | Pos Griglia | Punti |
| --- | -- | ------------------- | ------------------------ | ---- | ---------------- | ----------- | ----- |
| 1   | 1  | Emerson Fittipaldi  | McLaren-Ford Cosworth    | 53   | 1:39'26"29       | 5           | 9     |
| 2   | 24 | James Hunt          | Hesketh-Ford Cosworth    | 53   | + 5"91           | 6           | 6     |
| 3   | 7  | Carlos Reutemann    | Brabham-Ford Cosworth    | 53   | + 17"06          | 3           | 4     |
| 4   | 11 | Clay Regazzoni      | Ferrari                  | 53   | + 35"79          | 7           | 3     |
| 5   | 4  | Patrick Depailler   | Tyrrell-Ford Cosworth    | 53   | + 54"25          | 8           | 2     |
| 6   | 12 | Niki Lauda          | Ferrari                  | 53   | + 1'19"65        | 4           | 1     |
| 7   | 28 | Mark Donohue        | Penske-Ford Cosworth     | 52   | + 1 Giro         | 16          |       |
| 8   | 6  | Jacky Ickx          | Lotus-Ford Cosworth      | 52   | + 1 Giro         | 18          |       |
| 9   | 9  | Vittorio Brambilla  | March-Ford Cosworth      | 52   | + 1 Giro         | 12          |       |
| 10  | 22 | Graham Hill         | Lola-Ford Cosworth       | 52   | + 1 Giro         | 21          |       |
| 11  | 3  | Jody Scheckter      | Tyrrell-Ford Cosworth    | 52   | + 1 Giro         | 9           |       |
| 12  | 16 | Tom Pryce           | Shadow-Ford Cosworth     | 51   | Trasmissione     | 14          |       |
| 13  | 23 | Rolf Stommelen      | Lola-Ford Cosworth       | 51   | + 2 Giri         | 19          |       |
| 14  | 2  | Jochen Mass         | McLaren-Ford Cosworth    | 50   | + 3 Giri         | 13          |       |
| Rit | 8  | Carlos Pace         | Brabham-Ford Cosworth    | 46   | Motore           | 2           |       |
| NC  | 20 | Arturo Merzario     | Williams-Ford Cosworth   | 44   | Non classificato | 20          |       |
| Rit | 27 | Mario Andretti      | Parnelli-Ford Cosworth   | 27   | Trasmissione     | 10          |       |
| Rit | 14 | Mike Wilds          | BRM                      | 24   | Motore           | 22          |       |
| Rit | 5  | Ronnie Peterson     | Lotus-Ford Cosworth      | 15   | Motore           | 11          |       |
| Rit | 21 | Jacques Laffite     | Williams-Ford Cosworth   | 15   | Cambio           | 17          |       |
| Rit | 30 | Wilson Fittipaldi   | Copersucar-Ford Cosworth | 12   | Incidente        | 23          |       |
| SQ  | 18 | John Watson         | Surtees-Ford Cosworth    | 6    | Squalificato     | 15          |       |
| NP  | 17 | Jean-Pierre Jarier  | Shadow-Ford Cosworth     | 0    | Trasmissione     | 1           |       |
| NA  | 29 | Néstor García Veiga | Berta-Ford Cosworth      | 0    | Non presente     |             |       |

## Statistiche
Piloti
- 13ª vittoria per Emerson Fittipaldi
- 1° pole position per Jean-Pierre Jarier

Costruttori
- 13° vittoria per la McLaren
- 1° pole position per la Shadow
- 1° e unico giro più veloce per la Hesketh
- 1º Gran Premio per la Williams e per la Copersucar

Motori
- 79ª vittoria per il motore Ford Cosworth
- 100º Gran Premio per il motore Ford Cosworth

Giri al comando
- Carlos Reutemann (1-25)
- James Hunt (26-34)
- Emerson Fittipaldi (35-53)

## Classifiche Mondiali

### Piloti
| Pos | Pilota             | Punti |
| --- | ------------------ | ----- |
| 1   | Emerson Fittipaldi | 9     |
| 2   | James Hunt         | 6     |
| 3   | Carlos Reutemann   | 4     |
| 4   | Clay Regazzoni     | 3     |
| 5   | Patrick Depailler  | 2     |
| 6   | Niki Lauda         | 1     |

### Costruttori
| Pos | Costruttore           | Punti |
| --- | --------------------- | ----- |
| 1   | McLaren-Ford Cosworth | 9     |
| 2   | Hesketh-Ford Cosworth | 6     |
| 3   | Brabham-Ford Cosworth | 4     |
| 4   | Ferrari               | 3     |
| 5   | Tyrrell-Ford Cosworth | 2     |